# Булье, Франциск
Франциск Булье (фр. Francisque Bouillier; 12 июля 1813[…], Лион — 25 сентября 1899[…], Simandres) — французский философ и педагог.

## Биография
Франциск Булье родился 12 июля 1813 года в городе Лионе французского департамента Рона.
В 1837 году был профессором философии, позже генерал-инспектором начального образования.
Изданный в 1842 году труд Булье озаглавленный: «Histoire et critique du Cartésianisme» был удостоен премии от Академии нравственных и политических наук и много раз переиздавался.
С 1867 по 1870 год занимал должность директора Нормальной школы в Париже; в 1875 году он стал членом Института Франции.
В своих произведениях Булье обнаруживает тонкий психологический анализ, глубокую эрудицию и ясность изложения и является приверженцем психологического анимизма (учения о господстве души в человеческих действиях). 
Выйдя в отставку, Булье обнародовал в 1881 году сочинение «L’Université sous M. Ferry», в котором подвергает жесткой критике реформы кабинета Жюля Ферри по народному образованию. 
В 1885 году Булье открыто присоединился к монархической партии, но потерпел поражение на выборах 4 октября 1886 года.
Франциск Булье умер 25 сентября 1899 года в родном городе.

## Избранная библиография
- «Histoire et critique du Cartésianisme»;
- «De l’unité de l'âme pensante et du principe vital» (1858);
- «Du principe vital et de l'âme pensante» (1862);
- «Du plaisir et de la douleur» (1865);
- «De la conscience en psychologie et en morale» (1872);
- «Morale et progrès» (1875);
- «La Vraie conscience» (1882);
- «Études familières de psychologie et de morale» (1888);
- «L’Université sous M. Ferry» (1881).